# Xiomara Griffith
Xiomara Yolanda Griffith Mahon (13 de septiembre de 1969) es una deportista venezolana que compitió en judo. Ganó tres medallas en los Juegos Panamericanos entre los años 1991 y 1999, y cuatro medallas en el Campeonato Panamericano de Judo entre los años 1990 y 1999.

## Palmarés internacional
| Juegos Panamericanos    | Juegos Panamericanos      | Juegos Panamericanos | Juegos Panamericanos |
| Año                     | Lugar                     | Medalla              | Categoría            |
| ----------------------- | ------------------------- | -------------------- | -------------------- |
| 1991                    | La Habana (Cuba)          | Medalla de bronce    | –61 kg               |
| 1995                    | Mar del Plata (Argentina) | Medalla de bronce    | –61 kg               |
| 1999                    | Winnipeg (Canadá)         | Medalla de plata     | –70 kg               |
| Campeonato Panamericano |                           |                      |                      |
| Año                     | Lugar                     | Medalla              | Categoría            |
| 1990                    | Caracas (Venezuela)       | Medalla de plata     | –61 kg               |
| 1992                    | Hamilton (Canadá)         | Medalla de plata     | –61 kg               |
| 1996                    | San Juan (Puerto Rico)    | Medalla de bronce    | –61 kg               |
| 1999                    | Montevideo (Uruguay)      | Medalla de oro       | –70 kg               |